# La Chapelle-Basse-Mer
La Chapelle-Basse-Mer korábbi község Franciaországban, Loire-Atlantique megyében. 2016. január 1-jén Barbechat községgel egyesült és Divatte-sur-Loire új község része lett.
Lakosainak száma 5601 fő (2018. január 1.). La Chapelle-Basse-Mer La Varenne községgel határos.

## Népesség
A település népességének változása:
| Lakosok száma | 2527 | 2675 | 2970 | 4012 | 4272 | 4981 | 5256 | 6811 | 5447 | 5601 |
|               | 1962 | 1968 | 1975 | 1990 | 1999 | 2008 | 2013 | 2016 | 2017 | 2018 |